# Messan Ametekodo
Messan Ametekodo (3 dicembre 1974) è un ex calciatore togolese, di ruolo difensore.

## Carriera

### Nazionale
Ha debuttato in Nazionale nel 1992. Ha partecipato, con la Nazionale, alla Coppa d'Africa 1998 e alla Coppa d'Africa 2000.